# Список президентів Російської Федерації
Президе́нт Росі́йської Федера́ції — найвища державна посада РФ. Президент Росії є главою держави, який не відноситься, на думку ряду дослідників, до жодної з гілок влади; гарантом Конституції Росії, прав і свобод людини і громадянина в Росії; верховним головнокомандувачем збройних сил Росії, Головою Ради Безпеки РФ.

## Список президентів
| № | Термін | Фото          | Ім'я, по батькові, прізвище, (Роки життя), Підпис | Термін повноважень                                 | Термін повноважень     | Термін в роках та місяцях | Діючі Голови Уряду |
| - | ------ | ------------- | ------------------------------------------------- | -------------------------------------------------- | ---------------------- | ------------------------- | --- |
| 1 | 1      |               | Борис Миколайович Єльцин (1931—2007)              | 10 липня 1991                                      | 9 серпня 1996          | 4 роки 7 місяців 9 днів   | І. С. Силаєв О. І. Лобов Б. М. Єльцин Є. Т. Гайдар В. С. Черномирдін С. В. Кирієнко В. С. Черномирдін Є. М. Примаков С. В. Степашин В. В. Путін |
| 1 | 2      | 9 серпня 1996 | Борис Миколайович Єльцин (1931—2007)              | 31 грудня 1999                                     | 3 роки 4 місяці 22 дні |                           | І. С. Силаєв О. І. Лобов Б. М. Єльцин Є. Т. Гайдар В. С. Черномирдін С. В. Кирієнко В. С. Черномирдін Є. М. Примаков С. В. Степашин В. В. Путін |
| 2 | 1      |               | Володимир Володимирович Путін (нар. 1952)         | 7 травня 2000                                      | 7 травня 2004          | 4 роки                    | М. М. Касьянов В. Б. Христенко М. Ю. Фрадков В. О. Зубков                                                                                       |
| 2 | 2      | 7 травня 2004 | Володимир Володимирович Путін (нар. 1952)         | 7 травня 2008                                      | 4 роки                 |                           | М. М. Касьянов В. Б. Христенко М. Ю. Фрадков В. О. Зубков                                                                                       |
| 3 | 1      |               | Дмитро Анатолійович Медведєв (нар. 1965)          | 7 травня 2008                                      | 7 травня 2012          | 4 роки                    | В. В. Путін |
| 4 | 3      |               | Володимир Володимирович Путін (нар. 1952)         | 7 травня 2012                                      | 7 травня 2018          | 6 років                   | В. О. Зубков Д. А. Медвєдев М. В. Мішустін |
| 4 | 4      | 7 травня 2018 | Володимир Володимирович Путін (нар. 1952)         | 7 травня 2024                                      | 6 років                |                           | В. О. Зубков Д. А. Медвєдев М. В. Мішустін |
| 4 | 5      | 7 травня 2024 | Володимир Володимирович Путін (нар. 1952)         | Діючий президент Термін закінчується 7 травня 2030 | 6 років                |                           | В. О. Зубков Д. А. Медвєдев М. В. Мішустін |

## Виконувачі обов'язків
Докладніше: Тимчасове виконання повноважень президента Російської Федерації
|  | Олександр Володимирович Руцькой (нар.1947) | 22 вересня 1993  | 4 жовтня 1993    | 12 днів  | Визнаний З'їздом народних депутатів, Верховною Радою РФ та Конституційним Судом. Повноваження не визнавалися Борисом Єльциним |
|  | Віктор Степанович Черномирдін (1938—2010)  | 5 листопада 1996 | 6 листопада 1996 | 1 день   | Виконував обов'язки президента, поки Борис Єльцин знаходився на операції.                                                     |
|  | Володимир Володимирович Путін (нар. 1952)  | 31 грудня 1999   | 7 травня 2000    | 129 днів | Виконував обов'язки президента, коли Борис Єльцин достроково пішов у відставку. Після був обраний президентом.                |